# Kristin Armstrong
Kristin Armstrong, née le 11 août 1973 à Memphis est une coureuse cycliste américaine, membre de l'équipe Twenty16-Ridebiker. C'est une spécialiste du contre-la-montre, discipline dans laquelle elle a notamment remporté le titre olympique en 2008, 2012 et 2016, deux titres mondiaux en 2006 et 2009, et trois titres nationaux : en 2005, 2006 et 2007. Elle a également remporté l'épreuve en ligne des championnats américains en 2004 et 2006.
Kristin Armstrong ne doit pas être confondue avec la première femme de Lance Armstrong, avec lequel elle n'a aucun lien.

## Jeunesse

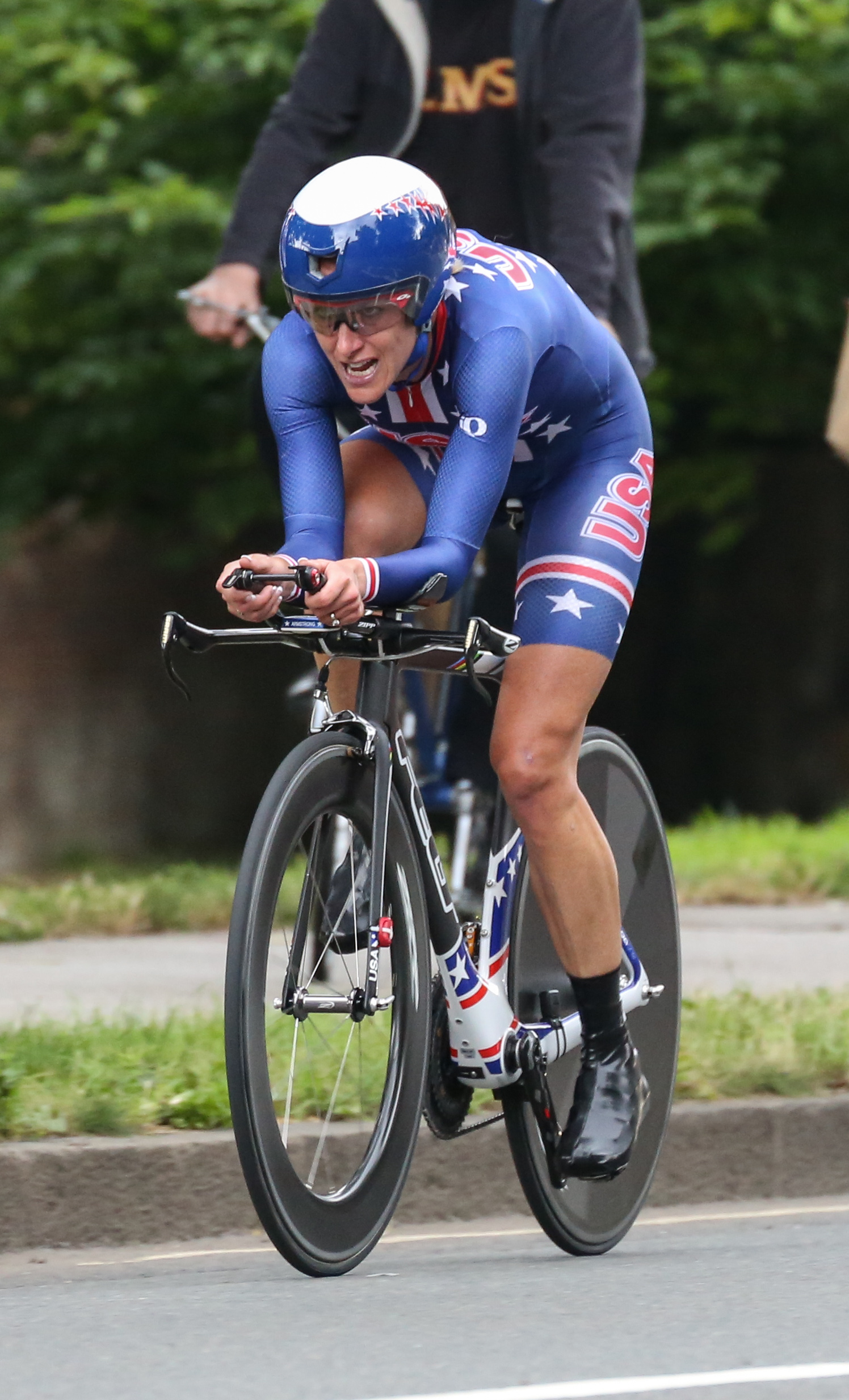
Aux jeux olympiques de Londres

Kristin Armstrong est la fille d'un officier américain dans les marines. Elle passe ses premières années à Memphis dans le Tennessee, puis déménage en Californie. Elle fréquente le lycée à Havelock. Elle part ensuite à Okinawa, au Japon, où elle va à l'école Kubasaki jusqu'en 1991.
Dans sa jeunesse, Kristin Armstrong pratique la natation à haut niveau. Au college, elle fait également de la course à pied. Elle devient par la suite triathlètes. Elle occupe en parallèle le poste de directrice des bassins à la piscine Family YMCA de Boise. Elle a sous ses ordres une cinquantaine de surveillants et maîtres nageurs. Elle étudie à l'université de l'Idaho et y obtient une licence en physiologie du sport. En 2001, on lui diagnostique une ostéoporose dans les deux hanches. Elle ne peut plus courir à un haut niveau, ce qui signifie la fin de sa carrière de triathlète. Elle décide alors de se concentrer sur le cyclisme,.

## Carrière

### Saison 2003
En 2003, Kristin Armstrong rejoint l'équipe T-Mobile,,. Aux championnats des États-Unis contre-la-montre, Kristin Armstrong est quatrième. Sur l'épreuve en ligne, elle est deuxième. Elle est troisième des jeux panaméricains contre-la-montre. Elle est sélectionnées pour les championnats du monde contre-la-montre et en termine treizième.

### Saison 2004
À la Redlands Bicycle Classic, Kristin Armstrong est deuxième du prologue derrière Geneviève Jeanson, puis sixième de la première étape,. Elle remporte la troisième étape au terme d'une échappée avec Lyne Bessette et Susan Palmer-Komar. Kristin Armstrong est finalement cinquième du classement général. En avril, Kristin Armstrong s'impose sur le prologue de la Sea Otter Classic. Le lendemain, dans le dernier tour du circuit, Kristin Armstrong attaque avec Christine Thorburn et Tina Mayolo Pic. Lyne Bessette sort de l'arrière et les dépasse, Armstrong est finalement quatrième de l'étape. Sur la dernière étape, Thorburn place un démarrage dans la dernière ascension suivie par Bessette et Armstrong. Bessette s'impose finalement, Kristin Armstrong est deuxième de l'étape et du classement général,.
En mai, sur le Tour de l'Aude, dans le contre-la-montre individuel de la deuxième étape, Kristin Armstrong est deuxième, elle prend deuxième place du classement général par la même occasion. Elle est également troisième du deuxième contre-la-montre de l'épreuve, ce qui lui permet de remonter à la quatrième place au classement général. Kristin Armstrong finit deuxième de la neuvième étape. Au classement général final, elle est quatrième,.
Sur les championnats américains contre-la-montre, Kristin Armstrong est quatrième. Elle gagne le titre sur l'épreuve en ligne,.
Aux jeux olympiques d'Athènes, Kristin Armstrong, qui n'a pas participé au contre-la-montre, prend la huitième place de la course en ligne,. En fin d'année, elle participe également aux championnats du monde.

### Saison 2005
À la Redlands Bicycle Classic, Kristin Armstrong est deuxième du prologue. Sur la première étape, qui s'est résumée à une course de côte, Kristin Armstrong est cinquième,.
En avril, le prologue de la Sea Otter Classic permet à Kristin Armstrong de s'imposer. Sur l'étape suivante, les deux coureuses se placent dans les échappées, mais se font reprendre. Dans la dernière montée, Kristin Armstrong part avec Tina Mayolo Pic et Christine Thorburn. Elle se fait battre au sprint par la deuxième et perd son maillot au jeu des bonifications. Dans la dernière étape, Mari Holden prend l'échappée matinale. Quand l'écart diminue entre cette échappée et le peloton, Ina-Yoko Teutenberg décide de faire le saut. Par la suite, Thorburn et Pic attaquent avec Armstrong dans la roue. Elles reprennent Grace Fleury, rescapée de l'échappée initiale. La position d'Ina-Yoko Teutenberg à l'avant de la course permet à Kristin Armstrong d'économiser ses forces. Quand le groupe reprend l'Allemande, elle peut contrer l'attaque de Thorburn et gagner l'étape et le classement général de l'épreuve.
Aux Jeux panaméricains, Kristin Armstrong obtient la médaille d'or en contre-la-montre individuel. Sur les championnats américains, Kristin Armstrong gagne le titre en contre-la-montre. Kristin Armstrong est sélectionnée pour le contre-la-montre des championnats du monde et obtient la médaille de bronze,.

### Saisons 2006 et 2007
En 2006, elle rejoint l'équipe Lipton.
En 2007, aux championnats des États-Unis, elle est devancée par sa compagne d'échappée Mara Abbott au sprint.

### Saison 2008
Au Tour de Nouvelle-Zélande, elle se classe quatrième de la deuxième étape, puis remporte la troisième. Elle s'impose ensuite sur le contre-la-montre de la cinquième étape, ce qui lui permet d'inscrire son nom au palmarès de l'épreuve à l'issue de la sixième étape.
En avril, lors du Tour des Flandres, elle se trouve dans l'échappée de quinze coureuses, puis cinq après le mur de Grammont en tête. Elle attaque dans le Bosberg et est suivie par Judith Arndt qui la bat au sprint. Elle remporte ensuite la Novilon Euregio Cup en devançant sa compagne d'échappée Regina Bruins.
Aux Jeux olympiques d'été de Pékin, Kristin Armstrong remporte l'épreuve contre-la-montre. Elle devance sa poursuivante Emma Pooley d'environ vingt-cinq secondes,.
Elle arrive aux championnats du monde du contre-la-montre avec le statut de favorite. Elle se classe cinquième et est extrêmement déçue, elle ne se présente pas aux journalistes après la course.

### Saisons 2009 et 2010
Elle décide en 2009 de mettre un terme à sa carrière afin de se consacrer à sa famille.

### Saison 2011
Fin 2010, Kristin Armstrong annonce vouloir revenir à la compétition avec en ligne de mire les Jeux olympiques de Londres. Elle déclare qu'avec la naissance de son fils Lucas William, elle se sent prête à remonter sur le vélo. Elle rejoint l'équipe Peanut Butter & Co. Team TWENTY12, où elle faisait déjà partie de l'équipe dirigeante. Elle gagne trois des quatre étapes de la Sea Otter Classic, ainsi que le classement général. Elle est ensuite victime d'une intoxication alimentaire sur le Tour of the Gila et doit abandonner,.

### Saison 2012
Au Tour des Flandres, Kristin Armstrong attaquent avec Judith Arndt au pied du vieux Kwaremont. Finalement, l'Américaine est battue au sprint par l'Allemande,.
Aux jeux olympiques de Londres, elle défend avec succès son titre dans l'épreuve du contre-la-montre. Elle gagne avec quinze secondes d'avance sur Judith Arndt. Elle annonce sa retraite à l'issue de la compétition.

### 2013-2015
Depuis 2010, Kristin Armstrong est toujours dirigeante de l'équipe Exergy Twenty12 renommée entretemps Twenty16-Sho-Air. En avril 2015, elle annonce son retour à la compétition sur les championnats panaméricains en mai. Cependant, peu avant le début des compétitions, les critères de la sélection américaine sont modifiés et elle ne peut plus prétendre à une sélection, ce qui l'oblige à repousser son retour. Son objectif est de se qualifier pour les Jeux olympiques de 2016. Elle se classe troisième du contre-la-montre du Tour de Californie battue par Evelyn Stevens et Lauren Stephens. Elle remporte ensuite le championnat national de contre-la-montre. Elle part en troisième position, et profite du fait que le vent s'intensifie à la fin de la course.

### 2016
En avril 2016, elle remporte la Redlands Bicycle Classic. En mai, elle termine deuxième du Tour de Californie, épreuve du World Tour. Elle se classe ensuite troisième du Championnat des États-Unis du contre-la-montre à plus d'une minute toutefois de Carmen Small. Elle se défend en se disant fatiguée de sa participation au Tour de Californie. Le 23 juin, sa sélection pour les Jeux olympiques de Rio est annoncée. Elle a donc la possibilité de défendre ses titres. Cette décision est controversée parce que la championne des États-Unis Carmen Small est évincée de la sélection. Après s'être mise au service de l'équipe lors de la course en ligne, elle devient le 10 août pour la troisième fois consécutive championne olympique du contre-la-montre.

## Vie privée
Kristin Armstrong est mariée à Joe Savola. Ils ont un fils du nom de Lucas William né le 15 septembre 2010. Ils vivent à Boise.

## Divers
Elle est souvent confondue avec la première femme de Lance Armstrong, qui s'appelle également Kristin. Kristin Armstrong et Lance n'ont pas de lien de parenté

## Palmarès
- 2003
  -  Médaillée de bronze du contre-la-montre aux Jeux panaméricains
- 2004
  -  Championne des États-Unis sur route
  - 1 étape de la Sea Otter Classic
  - 1 étape de la Pomona Valley Stage Race
  - 1 étape de la Redlands Classic
- 2005
  -  Championne des États-Unis du contre-la-montre
  - Championne panaméricaine du contre-la-montre
  - Valley of the Sun + 1 étape
  - Sea Otter Classic + 2 étapes
  - Cascade Classic + 2 étapes
  - 1 étape de la San Dimas Stage Race
  - 1 étape du Tour de Toona
  - 3e du championnat du monde du contre-la-montre
- 2006
  -  Championne du monde du contre-la-montre
  -  Championne des États-Unis sur route
  -  Championne des États-Unis du contre-la-montre
  - Tour de la Gila + 2 étapes
  - San Dimas Stage Race + 1 étape
  - Tour de Toona + 1 étape
  - Nature Valley Grand Prix
  - Euregio Tour + 1 étape
  - 2 étapes de la Cascade Classic
  - 3e à Montréal (épreuve de Coupe du monde)
- 2007
  -  Championne des États-Unis du contre-la-montre
  - Souvenir Magali Pache
  - Holland Ladies Tour + 1 étape
  - Nature Valley Grand Prix + 3 étapes
  - Tour de Toona + 1 étape
  - Wells Fargo Twilight Criterium
  - 2e du championnat du monde du contre-la-montre
  - 2e des championnats des États-Unis sur route
  - 5e de la Flèche wallonne (épreuve de Coupe du monde)
- 2008
  -  Championne olympique du contre-la-montre
  - Tour de Nouvelle-Zélande
  - Novilon Eurocup
  - Cascade Cycling Classic
  - Nature Valley Grand Prix
- 2009
  -  Championne du monde du contre-la-montre
  - Tour de Berne féminin (Cdm)
  - Open de Suède Vårgårda Time Trial (contre-la-montre par équipes)
  - 5e étape du Tour de l'Aude
  - 3e étape du Tour de l'Ardèche
  - Tour de l'Ardèche
  - Tour de la Gila
  - Nature Valley Grand Prix
  - 2e du GP Costa Etrusca - Giro dei Comuni Rosignano-Livorno 
  - 3e du Trofeo Alfredo Binda-Comune di Cittiglio
  - 6e de la Coupe du monde de cyclisme sur route
- 2011
  - Sea Otter Stage Race :
    - Classement général
    - 1re, 2e et 3e étapes

  - 1re étape du Nature Valley Grand Prix
  - 2e du Chrono des Nations
  - 3e du Nature Valley Grand Prix
  - 3e du championnat des États-Unis du contre-la-montre
- 2012
  -  Championne olympique du contre-la-montre
  - 1re étape du Tour de Nouvelle-Zélande (contre-la-montre)
  - 1re étape de l'Energiewacht Tour (contre-la-montre)
  - Tour of the Gila
  - 2e du Tour des Flandres (Cdm)
- 2015
  -  Championne des États-Unis du contre-la-montre
  - 3e du Contre-la-montre du Tour de Californie
  - 5e du championnat du monde du contre-la-montre
- 2016
  -  Championne olympique du contre-la-montre
  - San Dimas Stage Race
  - Redlands Bicycle Classic :
    - Classement général
    - 3e étape

  - 3e étape du Tour of the Gila
  - 2e étape du Tour de Californie (contre-la-montre par équipes)
  - 2e du Tour de Californie
  - 2e de la Cascade Cycling Classic
  - 3e du championnat des États-Unis du contre-la-montre

## Championnats
|  | Année                                        | 2003 | 2004 | 2005 | 2006 | 2007 | 2008 | 2009 | 2010 | 2011 | 2012 | 2015 | 2016 |
|  | Championnats des États-Unis sur route        | 2e   | 1re  | -    | 1re  | 2e   | -    | -    | -    | -    | -    | -    |      |
|  | Championnats des États-Unis contre-la-montre | -    | 4e   | 4e   | 1re  | 1re  | 1re  | -    | -    | 3e   | -    | 1re  | 3e   |
|  | Championnats du monde sur route              | -    | -    | 17e  | -    | 13e  | -    | 4e   | -    | -    | -    | -    |      |
|  | Championnats du monde contre-la-montre       | -    | -    | 3e   | 1re  | 2e   | 5e   | 1re  | -    | -    | -    | -    |      |

## Classement UCI
| Année          | 2002 | 2003 | 2004 | 2005 | 2006 | 2007 | 2008 | 2009 | 2010 | 2011 | 2012 | 2015 | 2016 |
| Classement UCI | 115e | 45e  | 26e  | 22e  | 20e  | 18e  | 9e   | 4e   | -    | 69e  | 31e  | 74e  | 37e  |